# 国华网安
深圳国华网安科技股份有限公司（英語：Shenzhen GuoHua Network Security Technology Co.,Ltd.；深交所：000004，简称：国华网安）是中国广东省深圳市的一间在深圳证券交易所上市交易的信息技术公司。公司总股本0.84亿股（2006年2季度），总部位于中国广东省深圳市福田区中康路126号卓越梅林中心广场（南区）卓悦汇B2206A，现任董事长、总经理为黄翔。
1999年4月27日，因最近一个会计年度股东权益低于注册资本(即每股净资产低于股票面值)，公司股票曾经被ST处理，2006年4月21日，又因最近两个会计年度的审计结果显示的净利润均为负值，公司股票再次被ST处理。

## 股权分置改革
2006年8月18日实施股权分置改革，非流通股股东向流通A股股东每10股免费赠送2.5股。